# Szirén (keresztnév)
A Szirén görög eredetű női név, a görög mitológia nőalakjai, a szirének nevéből ered.

## Gyakorisága
Az 1990-es években szórványos név, a 2000-es években nem szerepel a 100 leggyakoribb női név között.

## Névnapok
- január 22.[2]
- február 23.[2]